# 小行星4373
小行星4373（4373 Crespo）是一颗绕太阳运转的小行星，为主小行星带小行星。该小行星于1985年8月14日发现。

## 轨道参数
小行星4373的轨道半长轴为2.2309713 UA，离心率为0.176。